# 玲珑 (杂志)

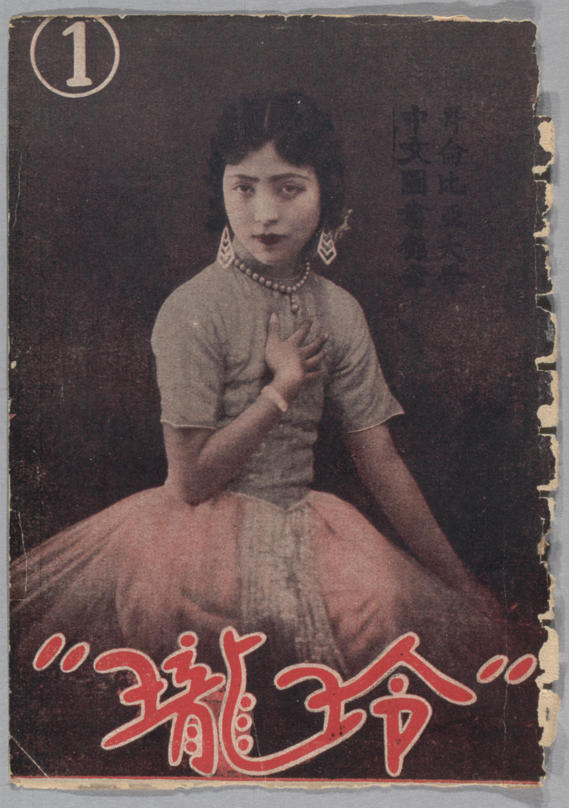
玲珑

《玲珑》是一份中国女性杂志。1931年3月18日创刊于上海，1937年抗日战争爆发后停刊，总共发行了298期。该杂志的尺寸非常之小，为64开本。内容图文并茂，杂志稿件多由在校或者已经毕业的学生创作。